# Rigiopappus
Rigiopappus es un género monotípico de plantas herbáceas, perteneciente a la familia Asteraceae. Su única especie Rigiopappus leptocladus, es originaria de Norteamérica.

## Descripción
Es un hierba anual, que alcanza un tamaño de 5 - 30 cm de altura. Tallos erectos por lo general, simples o ramificados (los laterales, a menudo, desbordando los tallos principales). Hojas caulinares sobre todo (en la floración), sésiles;  estrechamente oblanceoladas a lanceoladas-lineal o lineales, los márgenes enteros. Las inflorescencias solitarias. Los involucros ± cilíndricos de 1-3 (-5 +) mm de diámetro. Las lígulas 3 - 13 + (por lo general 3, 5, u 8), pistiladas, fértiles, con corolas amarillas, a menudo teñida de color rojo o púrpura. Floretes del disco de 5 a 70 +, bisexuales y fértiles; corolas de color amarillo pálido, a veces con la punta morada. Vilano persistente. Tiene un número cromosomático de x = 9.

## Taxonomía
Rigiopappus leptocladus fue descrita por Asa Gray y publicado en Proceedings of the American Academy of Arts and Sciences 6: 548. 1865.